# Pantan Pediangan
Pantan Pediangan is een bestuurslaag in het regentschap Bener Meriah van de provincie Atjeh, Indonesië. Pantan Pediangan telt 84 inwoners (volkstelling 2010).